# Кудалинский сельсовет
Кудалинский сельсовет  — административно-территориальная единица и муниципальное образование со статусом сельского поселения в Гунибском районе Дагестана Российской Федерации.
Административный центр — село Кудали.

## Население
| 2002  | 2010  | 2012  | 2013  | 2014  | 2015  | 2016  |
| ----- | ----- | ----- | ----- | ----- | ----- | ----- |
| 1129  | ↗1170 | ↘1165 | ↗1197 | ↘1188 | ↘1175 | ↗1178 |
| 2017  | 2018  | 2019  | 2020  | 2021  | 2023  | 2024  |
| ↗1199 | ↗1214 | ↗1227 | ↗1248 | ↗1399 | ↗1405 | ↘1402 |
| 2025  |       |       |       |       |       |       |
| ↗1413 |       |       |       |       |       |       |

## Состав
| № | Населённый пункт | Тип населённого пункта       | Население |
| - | ---------------- | ---------------------------- | --------- |
| 1 | Кудали           | село, административный центр | ↗1224     |
| 2 | Силта            | село                         | ↘175      |